# Euproctis signatula
Euproctis signatula är en fjärilsart som beskrevs av Embrik Strand 1918. Euproctis signatula ingår i släktet Euproctis och familjen tofsspinnare. Inga underarter finns listade i Catalogue of Life.